# Светско првенство у атлетици у дворани 2016 — скок увис за мушкарце
Такмичење у скоку увис у мушкој конкуренцији на Светском првенству у атлетици у дворани 2016. одржано је 19. марта у Орегонском конгресном центру у Портланду (САД).
Ово је после Светског првенства 2001, први пут да ће сви учесници учествовати директно у финалу.
Титулу светског првака освојену на Светском првенству 2014. бранио је Мутаз Еса Баршим из Катара.
Поред њега међу учесницима су Италијани Ђанмарко Тамбери, најбољи светски скакач сезоне (2,38 м) и Марио Фасиноти 2,35 м ове сезоне (бивши италијански реккордер) и Британци Крис Бејкер и Роберт Грабарз 2,36 и 2,33 метара ове сезоне.
Иван Ухов (Русија), другопласирани са последњег светског првенства у дворани, неће бранити своју медаљу због суспензије Русије из међународних такмичења.

## Земље учеснице
Учествовало је 12 атлетичара из 8 земаља.
1. Бахаме (2)
2. Грчка (1)
3. Италија (2)
4. Катар (1)
5. Кина (1)
6. САД (2)
7. Уједињено Краљевство (2)
8. Украјина (1)

## Освајачи медаља
|                          |                                     |                 |
| Ђанмарко Тамбери Италија | Роберт Грабарз Уједињено Краљевство | Ерик Кинард САД |

## Рекорди
Стање 18. марта 2016.
| Рекорди пре почетка Светског првенства 2016. | Рекорди пре почетка Светског првенства 2016. | Рекорди пре почетка Светског првенства 2016. | Рекорди пре почетка Светског првенства 2016. | Рекорди пре почетка Светског првенства 2016. |
| -------------------------------------------- | -------------------------------------------- | -------------------------------------------- | -------------------------------------------- | -------------------------------------------- |
| Светски рекорд                               | 2,43                                         | Хавијер Сотомајор, Куба                      | Будимпешта, Мађарска                         | 4. март 1989.                                |
| Рекорд светских првенстава у дворани         | 2,43                                         | Хавијер Сотомајор, Куба                      | Будимпешта, Мађарска                         | 4. март 1989.                                |
| Најбољи резултат сезоне у дворани            | 2,38                                         | Ђанмарко Тамбери, Италија                    | Хустопече, Чешка                             | 13. фебруар 2016.                            |
| Европски рекорд                              | 2,42                                         | Карло Тронхард Западна Немачка               | Берлин, Западна Немачка                      | 26. фебруар 1988                             |
| Европски рекорд                              | 2,42                                         | Иван Ухов Русија                             | Праг, Чешка Република                        | 25. фебруар 2014.                            |
| Северноамерички рекорд                       | 2,43                                         | Хавијер Сотомајор, Куба                      | Будимпешта, Мађарска                         | 4. март 1989.                                |
| Јужноамерички рекорд                         | 2,27                                         | Гилмар Мајо, Панама                          | Пиреј, Грчка                                 | 24. фебруар 1999.                            |
| Афрички рекорд                               | 2,32                                         | Ентони Идиата, Нигерија                      | Патра, Грчка                                 | 15. фебруар 2000.                            |
| Азијски рекорд                               | 2,41                                         | Мутаз Еса Баршим, Катар                      | Атлон, Ирска                                 | 18. фебруар 2015.                            |
| Океанијски рекорд                            | 2,33                                         | Тим Форсајт, Аустралија                      | Балинген, Немачка                            | 16. фебруар 1997.                            |

### Најбољи резултати у 2016. години
Десет најбољих атлетичара године скока увис за мушкарце у дворани пре такмичењу на првенстви (18. марта 2016), имали су следећи пласман.
| 1.  | Ђанмарко Тамбери    | Италија              | 2,38 | 13. фебруар |
| 2.  | Мутаз Еса Баршим    | Катар                | 2,36 | 13. фебруар |
| =2. | Крис Бејкер         | Уједињено Краљевство | 2,36 | 13. фебруар |
| 4.  | Марко Фасиноти      | Италија              | 2,35 | 4. фебруар  |
| =5. | Доналд Томас        | Бахами               | 2,33 | 4. фебруар  |
| =5. | Роберт Грабарз      | Уједињено Краљевство | 2,33 | 4. фебруар  |
| =5. | Костадинос Баниотис | Грчка                | 2,33 | 13. фебруар |
| 8.  | Кирјакос Јоану      | Кипар                | 2,32 | 13. фебруар |
| =9. | Ајке Онен           | Немачка              | 2,31 | 22. јануар  |
| =9. | Џамал Вилсон        | Бахами               | 2,31 | 12. фенруар |

Такмичари чија су имена подебљана учествују на СП 2016.

## Квалификационе норме
| дворана | отворено |
| 2,33    |          |

## Сатница
| Датум         | Време | Коло   |
| ------------- | ----- | ------ |
| 19. март 2016 | 18,22 | Финале |

## Резултати

### Финале
| Поз. | Атлетичар           | Земља                | ЛР   | ЛРС  | 2,20 | 2,25 | 2,29 | 2,33 | 2,36 | 2,38 | 2,40 | Резултат (м) | Нап. |
| ---- | ------------------- | -------------------- | ---- | ---- | ---- | ---- | ---- | ---- | ---- | ---- | ---- | ------------ | ---- |
|      | Ђанмарко Тамбери    | Италија              | 2,38 | 2,38 | xo   | o    | xxo  | xxo  | o    | —    | xxx  | 2,36         |      |
|      | Роберт Грабарз      | Уједињено Краљевство | 2,34 | 2,33 | xo   | o    | xo   | o    | xxx  |      |      | 2,33         | =ЛРС |
|      | Ерик Кинард         | САД                  | 2,34 | 2,30 | o    | o    | o    | xo   | xxx  |      |      | 2,33         | ЛРС  |
| 4.   | Мутаз Еса Баршим    | Катар                | 2,41 | 2,36 | o    | o    | o    | xx-  | x    |      |      | 2,29         |      |
| 5.   | Костадинос Баниотис | Грчка                | 2,33 | 2,33 | o    | o    | xo   | xxx  |      |      |      | 2,29         |      |
| 6.   | Џанг Гуовеј         | Кина                 | 2,33 | 2,30 | o    | xo   | xo   | xxx  |      |      |      | 2,29         |      |
| 7.   | Андриј Проценко     | Украјина             | 2,36 | 2,30 | o    | xxo  | xo   | xxx  |      |      |      | 2.29         |      |
| 8.   | Крис Бејкер         | Уједињено Краљевство | 2,36 | 2,36 | xo   | o    | xxo  | xxx  |      |      |      | 2.29         |      |
| 9.   | Марко Фасиноти      | Италија              | 2,35 | 3,35 | xo   | xo   | xxx  |      |      |      |      | 2,25         |      |
| 10.  | Доналд Томас        | Бахаме               | 2,33 | 2,33 | o    | xxo  | xxx  |      |      |      |      | 2,25         |      |
| 11.  | Џамал Вилсон        | Бахаме               | 2,31 | 2,31 | o    | xxx  |      |      |      |      |      | 2,20         |      |
| 12.  | Рики Робертсон      | САД                  |      | 2,20 | xxo  | xxx  |      |      |      |      |      | 2,20         | =ЛРС |

Подебљани лични рекорди су и национални рекорди земље коју такмичар представља.